# Beauregard (Ain)
Beauregard ist eine französische Gemeinde mit 826 Einwohnern (Stand 1. Januar 2022) im Département Ain in der Region Auvergne-Rhône-Alpes. Sie gehört zum Kanton Trévoux im Arrondissement Bourg-en-Bresse und ist Mitglied im Gemeindeverband Dombes Saône Vallée.

## Geographie

### Lage
Beauregard liegt auf 173 m, etwa 43 Kilometer westsüdwestlich der Präfektur Bourg-en-Bresse, 28 Kilometer nordnordwestlich der Stadt Lyon und 34 Kilometer südlich der Stadt Mâcon (Luftlinie). Das Dorf liegt am linken Ufer der Saône am Westrand des Départements Ain. Nachbargemeinden von Beauregard sind Fareins im Norden, Frans im Osten und Süden sowie Villefranche-sur-Saône und Arnas im Département Rhône im Westen.

### Topographie
Die Fläche des 0,94 km² großen Gemeindegebiets umfasst einen Abschnitt am linken Ufer der Saône an einer Einbuchtung des sonst steilen Geländeabfalls vom Hochplateau der Dombes zum Taleinschnitt der Saône. Die Flussmitte bildet die westliche Gemeindegrenze, während sie im Osten entlang der Oberkante des Geländeeinschnitts verläuft. Dort erreicht die Gemeinde mit 240 m ihre höchste Erhebung. Der Ortskern liegt auf dem Talboden am Ufer der Saône. In der Hanglage La Saladine ist ein Neubaugebiet entstanden.

## Geschichte

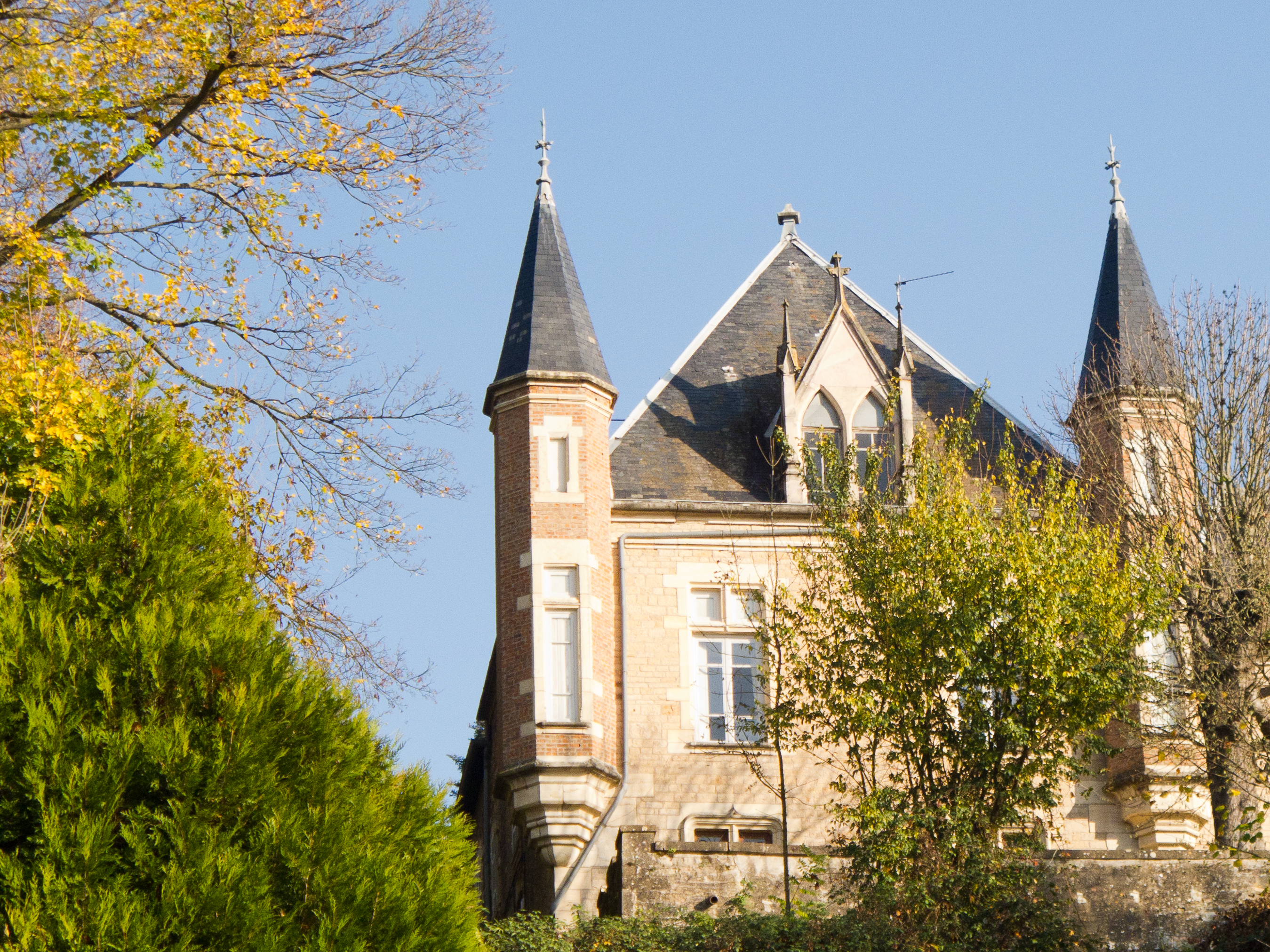
Château de Beauregard

Zahlreiche über das Gemeindegebiet verstreute Einzelfunde weisen auf eine Besiedelung während der Römerzeit hin. Der Ort erlangte im Mittelalter Bedeutung als Standort einer Burg, die Gui de Chabeu, Herrscher über die Dombes, im Auftrag der Beaujeu zum Schutz gegen die Savoyer errichten ließ. Deren Lehnsherrschaft musste er sich jedoch mit dem Erzbischof von Lyon teilen, was 1298 in einem Vertrag geregelt wurde, der den Ort erstmals urkundlich erwähnt unter dem Namen Burgum de Bello regarda. Im Lauf der Zeit wandelte sich die Schreibweise über Beauregart (1441) und Beauregard en Dombes (1662) zu Beauregard. Als Teil des Fürstentums Dombes war Beauregard zeitweise Sitz von dessen Gerichtsbarkeit, und zwar von 1337 bis 1401 und 1484 bis 1502.

### Bevölkerungsentwicklung
| Jahr                       | 1962 | 1968 | 1975 | 1982 | 1990 | 1999 | 2009 | 2020 |
| Einwohner                  | 514  | 584  | 531  | 666  | 868  | 817  | 869  | 821  |
| Quellen: Cassini und INSEE |      |      |      |      |      |      |      |      |

Mit 826 Einwohnern (Stand 1. Januar 2022) gehört Beauregard zu den kleinen Gemeinden des Départements Ain. Während die Einwohnerzahl im 19. Jahrhundert gleichmäßig knapp über 300 lag, schwankte sie in der ersten Hälfte des 20. Jahrhunderts um die Marke von 250. Von 1954 bis 1990 gab es eine stetige Bevölkerungszunahme auf knapp 900 Einwohner. Die Ortsbewohner von Beauregard heißen auf Französisch Beauregardien(ne)s.

## Wirtschaft und Infrastruktur
Beauregard hat aufgrund seiner kleinen Fläche nur wenige Betriebe des lokalen Kleingewerbes. Mittlerweile hat sich das Dorf zu einer Wohngemeinde entwickelt. Viele Erwerbstätige sind Wegpendler, die in den größeren Ortschaften der Umgebung, vor allem auf der anderen Saôneseite in Villefranche-sur-Saône, ihrer Arbeit nachgehen. Am Südrand der Gemeinde liegt ein kleiner Campingplatz direkt am Saôneufer.
Die Ortschaft liegt an der Kreuzung zweier alter Straßenverbindungen, die heute nur noch untergeordnete Bedeutung haben. Die D933 verbindet über mehrere Départements die Ortschaften am östlichen Saôneufer, während die D44 von Ars-sur-Formans nach Villefranche führt. Hierbei wird die alte Ortsdurchfahrt und die für den Autoverkehr gesperrten Hängebrücke von einer Umgehungsstraße südlich umfahren. Der nächste Autobahnanschluss an die A6 befindet sich in rund 5 km Entfernung. Der nächste Bahnhof steht in Villefranche an der Bahnstrecke Paris–Marseille. Als Flughafen in der Region kommt Lyon-St-Exupéry (55 km) in Frage.

### Bildung
In Beauregard befindet sich eine staatliche école primaire, eine Grundschule mit eingegliederter Vorschule.

## Sehenswürdigkeiten

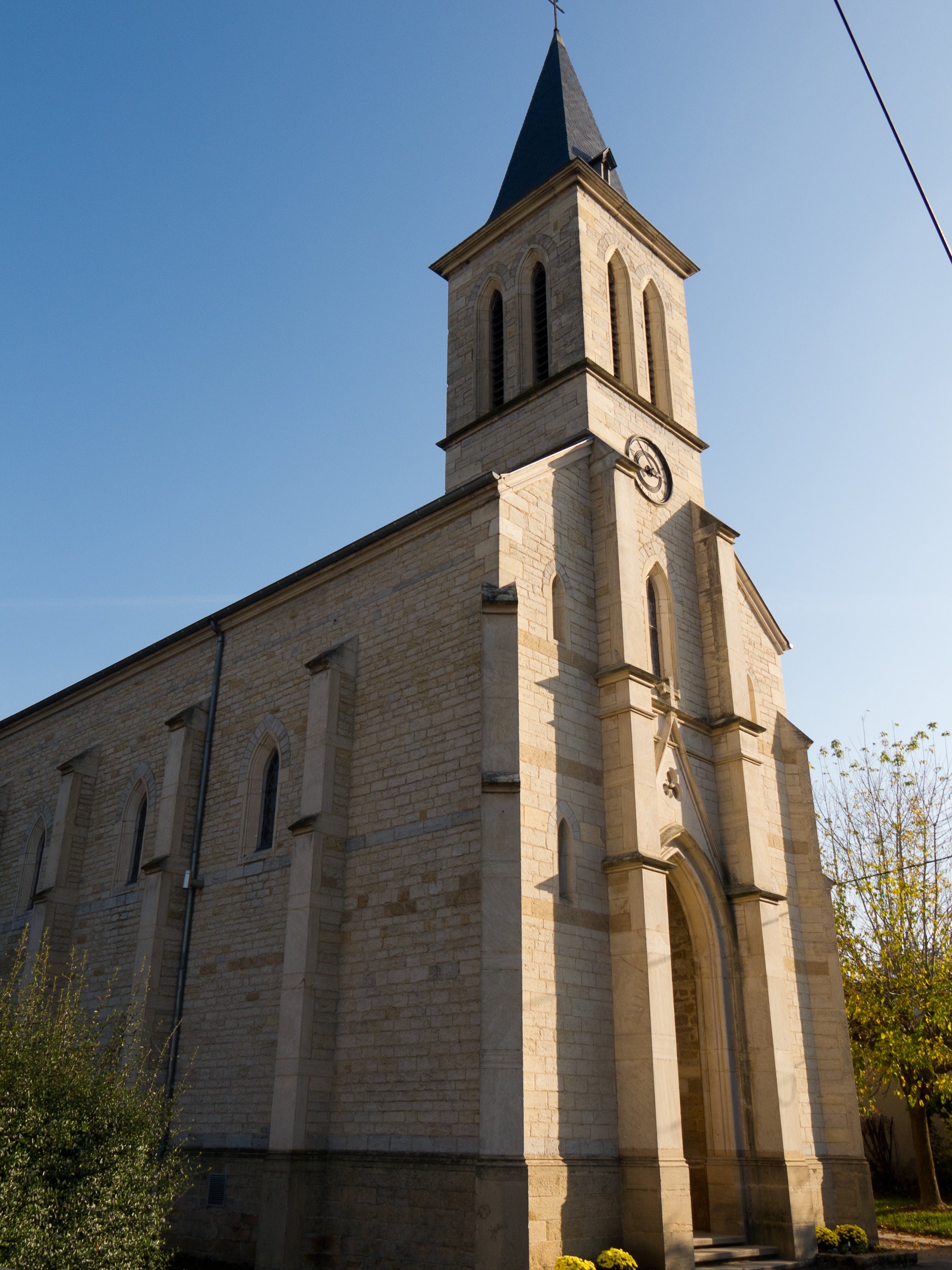
Kirche Saint-François-d’Assise

Das Château de Beauregard liegt auf einer Anhöhe oberhalb der Saône und ist ein symmetrisch angelegtes Gebäude mit U-förmigem Grundriss, das an der offenen Ostseite von zwei Türmen flankiert wird. Ursprünglich um etwa 1260 als Wehrburg errichtet, wurde es im Laufe der Geschichte mehrfach verwüstet oder war dem Verfall ausgesetzt. Der heutige Bau entstand im Wesentlichen in der Zeit von 1865 bis 1868 und besteht aus Bruchsteinmauern an der Außenseite und aus Ziegeln an den Turmzinnen und an der zum Innenhof hingewandten Fassade. Der zur Saône hingewandte Flügel steht auf einem Portikus, der einen Blickdurchgang vom Innenhof auf die Aussicht ins Saônetal schafft.
Die Kirche Saint-François-d’Assise wurde 1855 im neugotischen Stil fertiggestellt und ersetzte einen kleineren Vorgängerbau aus dem Jahr 1514.

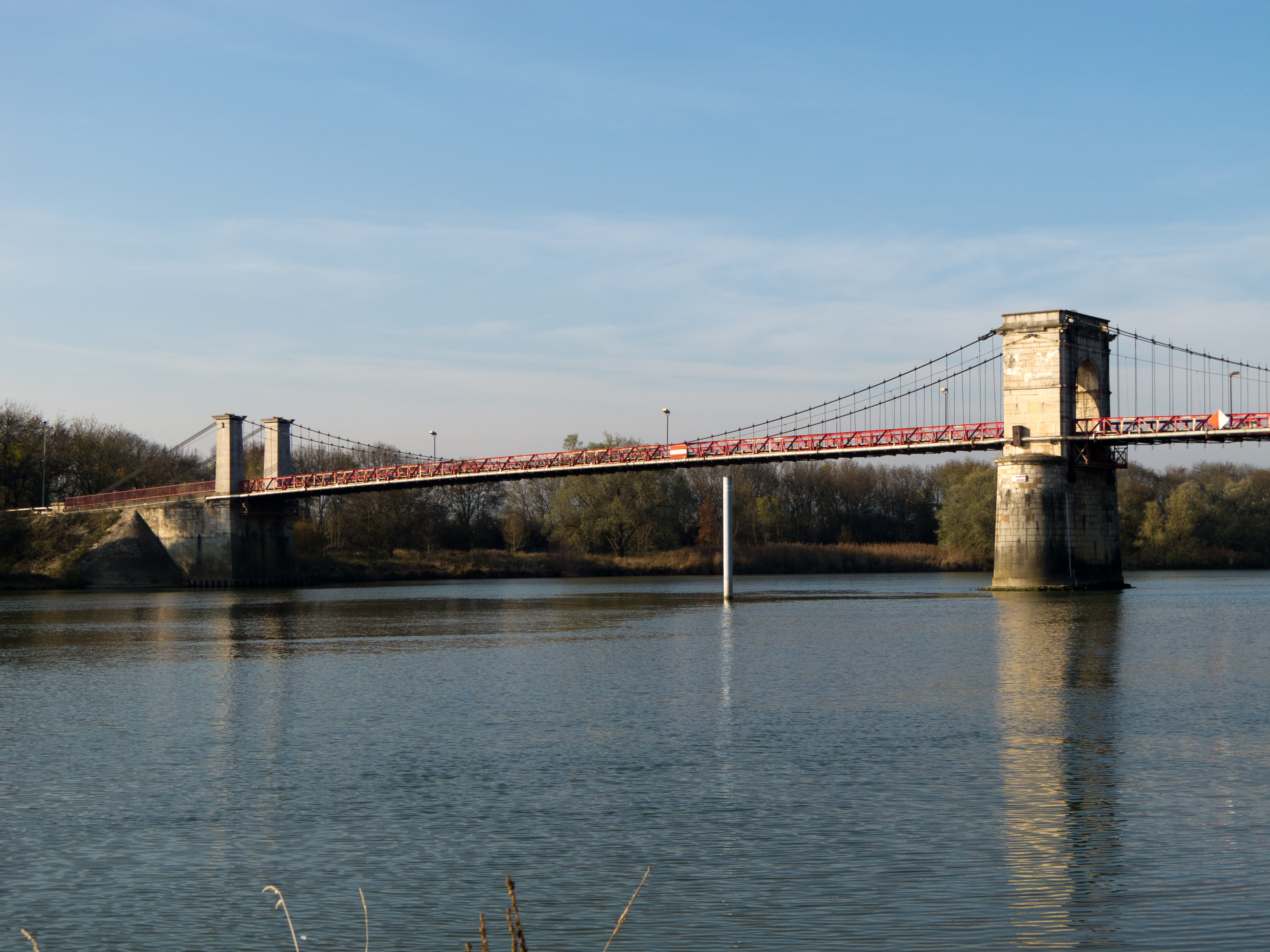
Pont de Beauregard

Die Hängebrücke pont de Beauregard über die Saône wurde 1831 durch private Geldgeber aus der Region erbaut, für ihre Überquerung war daher bis 1887 ein Brückenzoll fällig. Heute ist sie nur für Fußgänger und Fahrradfahrer freigegeben.